# Zillebeke
Zillebeke is een dorp in de Belgische provincie West-Vlaanderen, en een deelgemeente van de stad Ieper. Het was een zelfstandige gemeente tot aan de gemeentelijke herindeling van 1977, waar in 1971 Hollebeke en Voormezele aan werden toegevoegd. Zillebeke ligt in Zandlemig Vlaanderen en de Westhoek. Op een totale oppervlakte van 1.747 ha zijn er 222 ha bossen in Zillebeke.

## Naam
Zillebeke komt van Sala (huis, vergelijk met zaal) en baki (beek), dus een woonplaats aan een beek. De Duitse gemeente Seelbach in het Zwarte Woud, waarmee Zillebeke verbroederd is, heeft een naam met dezelfde betekenis.

## Geschiedenis
Zillebeke werd voor het eerst vermeld in 1102, als Selebecka. De bisschop van Terwaan verleende toen het patronaatsrecht van de parochie aan de Abdij van Voormezele. In 1270 kwam de Cisterciënzerabdij van Esen naar het Hof Hemelsdale te Zillebeke, om in 1295 naar Werken te verhuizen. Tot Zillebeke behoorde ook de heerlijkheid Bellewaerde.
In de omgeving van Zillebeke lagen een aantal kastelen, zoals Kasteel 't Hooge, en verderop langs de Meensestraat het kasteel Beukenhorst, na de Eerste Wereldoorlog herbouwd als Huize Zandberg en sedert de jaren '50 van de 20e eeuw bekend als Catalunya. Verder lag het kasteel Kerskenshove aan de Rijselse Weg. Dit werd na de Eerste Wereldoorlog niet meer herbouwd, maar op deze plaats ligt nu het Bedford House Cemetery.
Tijdens de Eerste Wereldoorlog werd rond Zillebeke, vooral bij 't Hooge, hevig gevochten. Oorlogsbegraafplaatsen, bunkers, mijnkraters en dergelijke getuigen hier nog van.
Na de oorlog werd het dorp herbouwd.
Bij de Bellewaerdehoeve aan de Bellewaerdestraat werd het Bellewaerde Park gebouwd.

## Demografische ontwikkeling
- Bronnen:NIS, Opm:1831 tot en met 1970=volkstellingen; 1976 = inwoneraantal op 31 december
- *1970: Aanhechting van Hollebeke en Voormezele op 1 januari 1971

## Bezienswaardigheden

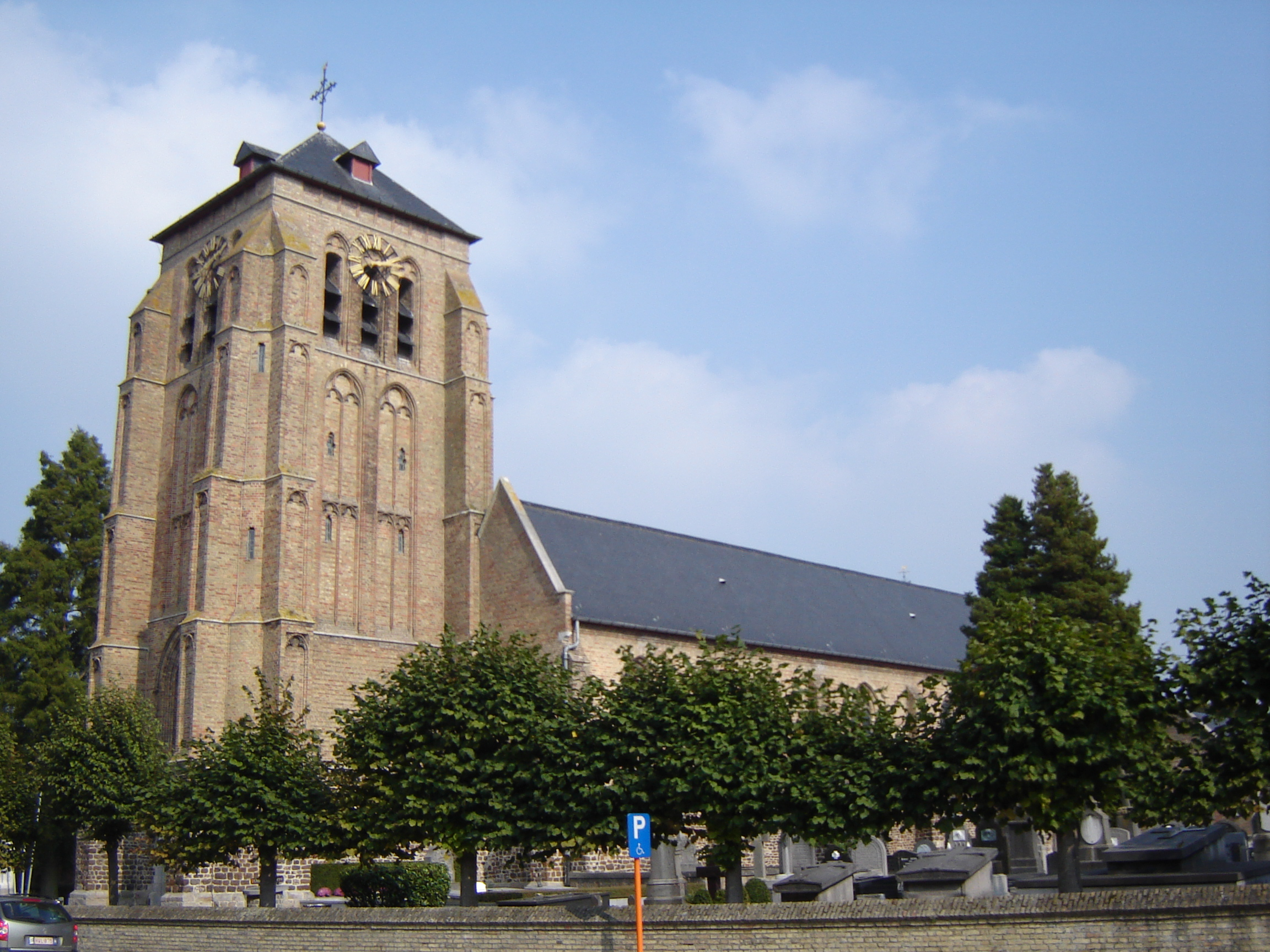
De Sint-Catharinakerk

- De Sint-Catharinakerk (1890–1924) bezit een fraaie romaanse doopvont.
- Themapark Bellewaerde in het gehucht 't Hoge.
- Talrijke oorlogsmonumenten, onder andere op de heuveltoppen Hill 60 en Hill 62 (met loopgraven, grotendeels bewaard in de toestand van 1918) uit de Eerste Wereldoorlog, toen het dorp totaal werd vernietigd. In Zillebeke liggen de oorlogsmuseum Sanctuary Wood en Hooge Crater Museum. Er liggen een aantal Britse militaire begraafplaatsen met in totaal 21.232 militaire graven:
  - Tuileries British Cemetery
  - Spoilbank Cemetery
  - Birr Cross Roads Cemetery
  - R.E. Grave, Railway Wood
  - Woods Cemetery
  - Blauwepoort Farm Cemetery
  - Maple Copse Cemetery
  - Zillebeke Churchyard
  - Hedge Row Trench Cemetery
  - Larch Wood (Railway Cutting) Cemetery
  - Railway Dugouts Burial Ground (Transport Farm)
  - Chester Farm Cemetery
  - Hooge Crater Cemetery
  - Bedford House Cemetery
  - Perth Cemetery (China Wall)
  - First D.C.L.I. Cemetery, The Bluff
  - Sanctuary Wood Cemetery
- De "Caterpillar Zillebeke" in domein De Vierlingen (nu De Palingbeek) is een mijnkrater met een diameter van 79 meter en diepte van 15 meter.

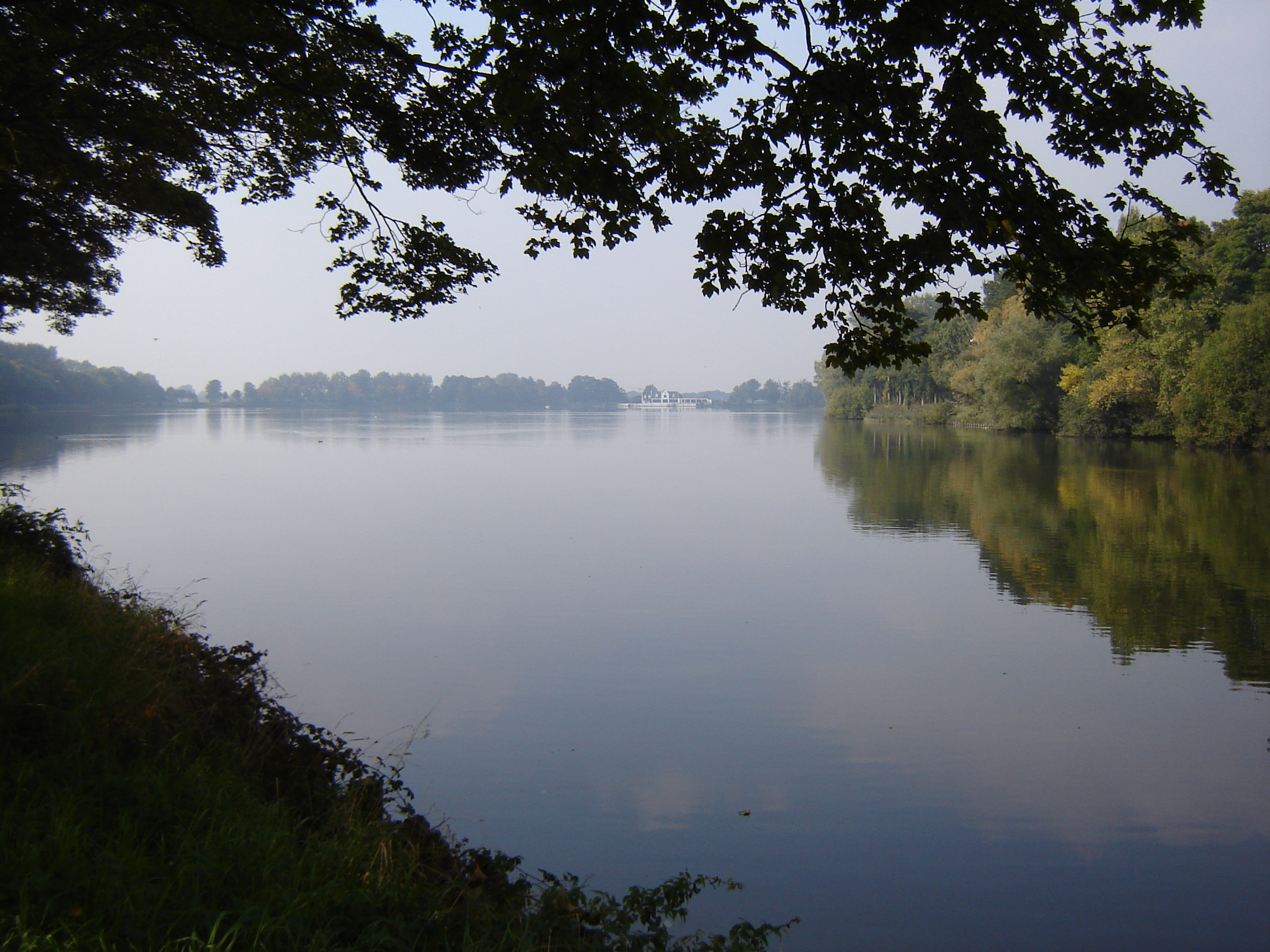
Zillebekevijver
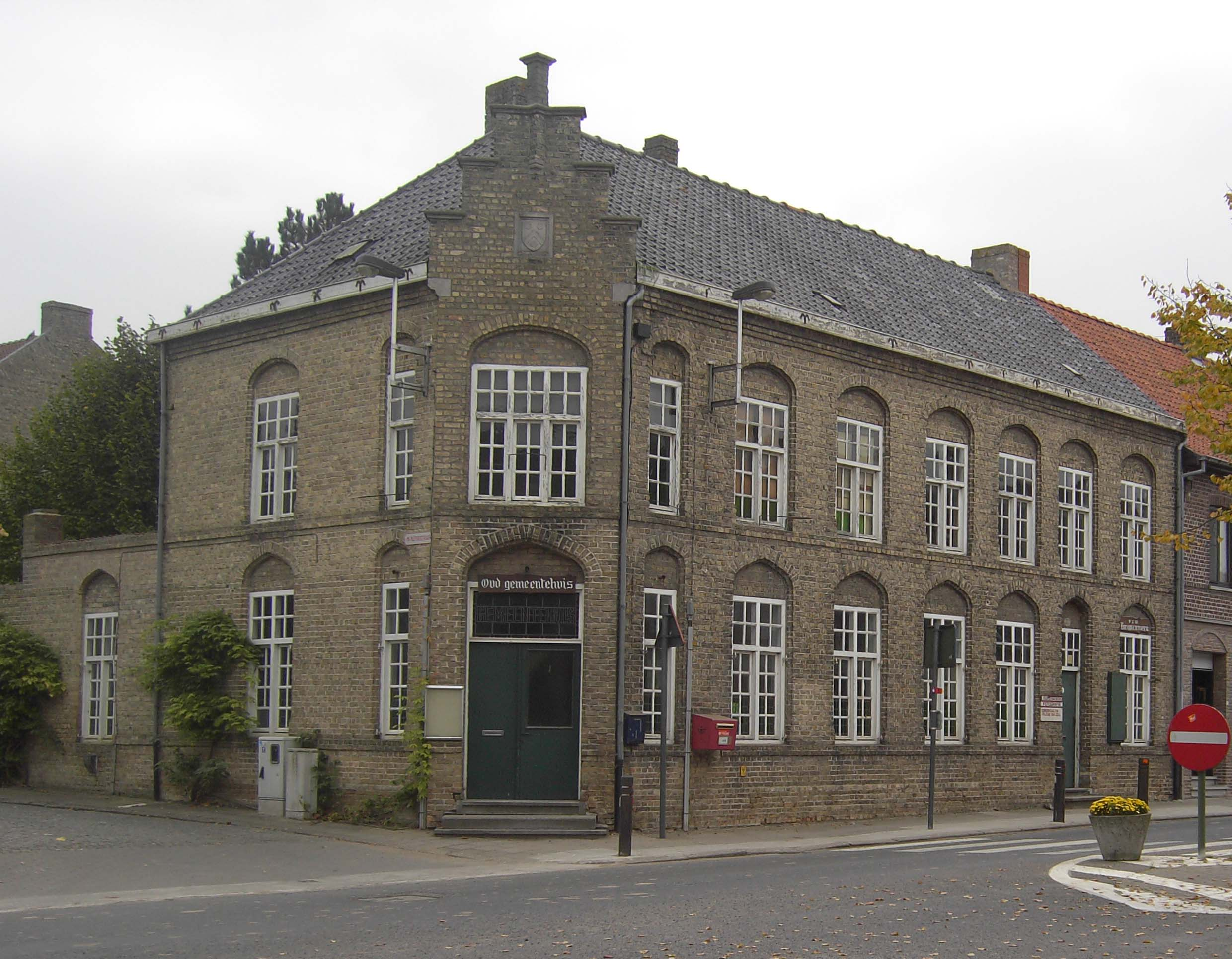
Voormalige gemeentehuis

## Natuur en landschap
Zillebeke ligt in Zandlemig Vlaanderen op een hoogte van 22 tot 62 meter. De kern ligt nabij de Zillebekevijver van 28 ha, waar men kan wandelen, vissen en roeien. Ook ligt te Zillebeke het Provinciaal natuurdomein De Palingbeek van 240 ha, met bossen en de restanten van het Kanaal Ieper-Komen, en bovendien herinneringen aan de Eerste Wereldoorlog.
Tot Zillebeke behoort ook het gehucht 't Hooge.

## Politiek

### Burgemeesters
- 1794-1808: Corneil-François Vaneecke
- 1808-1809: Alexandre Joseph Vandermersch
- 1810-1813: François-Eugène Goethals
- 1814-1830: Albertus-Eugenius Six
- 1830-1836: Joseph De Neckere
- 1836-1849: Alfred Carton de Winnezeele
- 1852-1879: Clemens Josephus Verelst
- 1879-1883: Joannes Cornelius Desmyttere
- 1884-1924: Gaston de Vinck
- 1924-1947: Pierre de Vinck
- 1948-1976: Louis Robbe

## Bekende inwoners
- Alfred de Vinck de Winnezeele (1852 - 1914), politicus

## Nabijgelegen kernen
Hollebeke, Ieper, Zandvoorde, Geluveld